# Región Huasteca

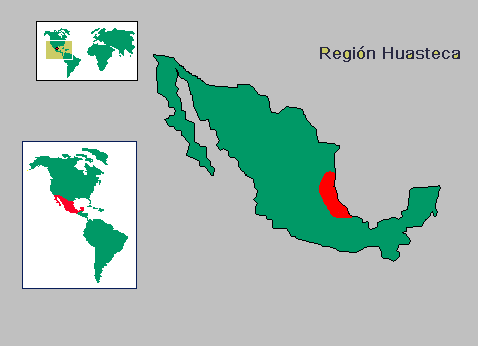
Región Huasteca en México.

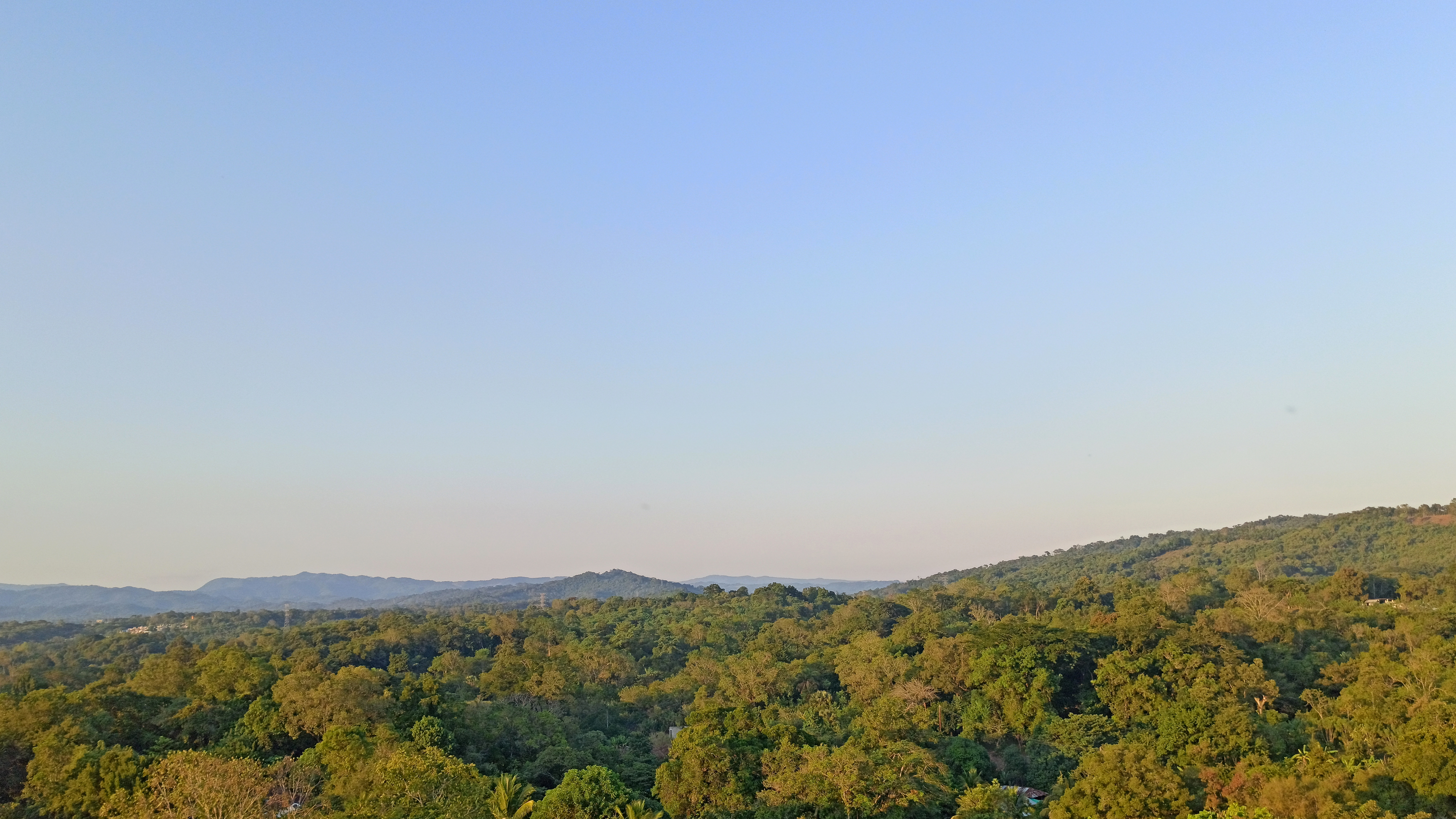
Axtla de Terrazas, la Huasteca Potosina.

La región Huasteca (en huasteco, Tének Tsabál) es una región en México que comprende el norte de Veracruz, el sur de Tamaulipas, el sureste de San Luis Potosí, el norte de Puebla, el este de Hidalgo y, en mucha menor medida, comprende algunas zonas de los estados de Querétaro y de Guanajuato. Esta región se conformó debido a la afluencia maya, por vía marítima hacia su territorio. Tradicionalmente se acepta como huasteca, el área en que se desarrolló la cultura de los huastecos, para posteriormente enmarcarse en el mestizaje cultural.

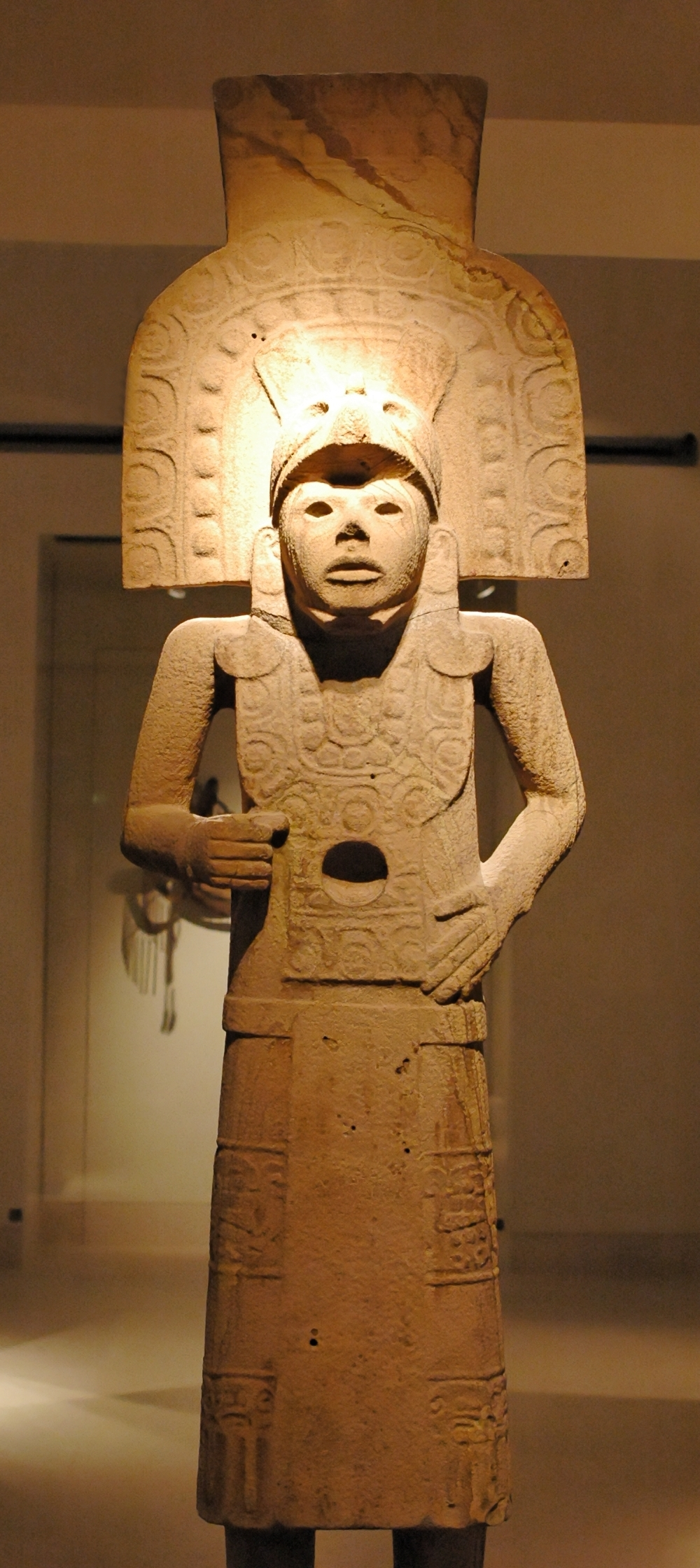
Estatua huasteca

## Toponimia
El nombre deriva del vocablo náhuatl cuextecatl o huaxtecatl, que tiene dos posibles acepciones, respectivamente: la primera de cuachalolotl, "caracol pequeño", y la segunda de huaxin, "guaje", una pequeña leguminosa de frijoles y pan de dulce.
Dice fray Bernardino de Sahagún:

El nombre de todos estos tómase de la provincia que llaman Cuextlan, donde los que están poblados se llaman "Cuextecas", si son muchos, y si uno "Cuextecatl", y por otro nombre "Toveiome" cuando son muchos, y cuando uno "Toveio", el cual nombre quiere decir "nuestro prójimo". A los mismos llamaban "Panteca", o "Panoteca", que quiere decir "hombre del lugar del pasadero". Los cuales fueron así llamados, y son los que viven en la provincia de "Pánuco", que propiamente se llama "Pantlan", o "Panotlan", que así "Panoaia", que quiere decir, "lugar por donde pasan", que es a orillas, o riberas de la mar, y dicen que la causa porque les pusieron nombre de "Panoaya" es, que dizque los primeros pobladores que vinieron a poblar esta tierra de México, llegaron a aquel puerto con navíos, con que pasaron aquella mar.

## Geografía

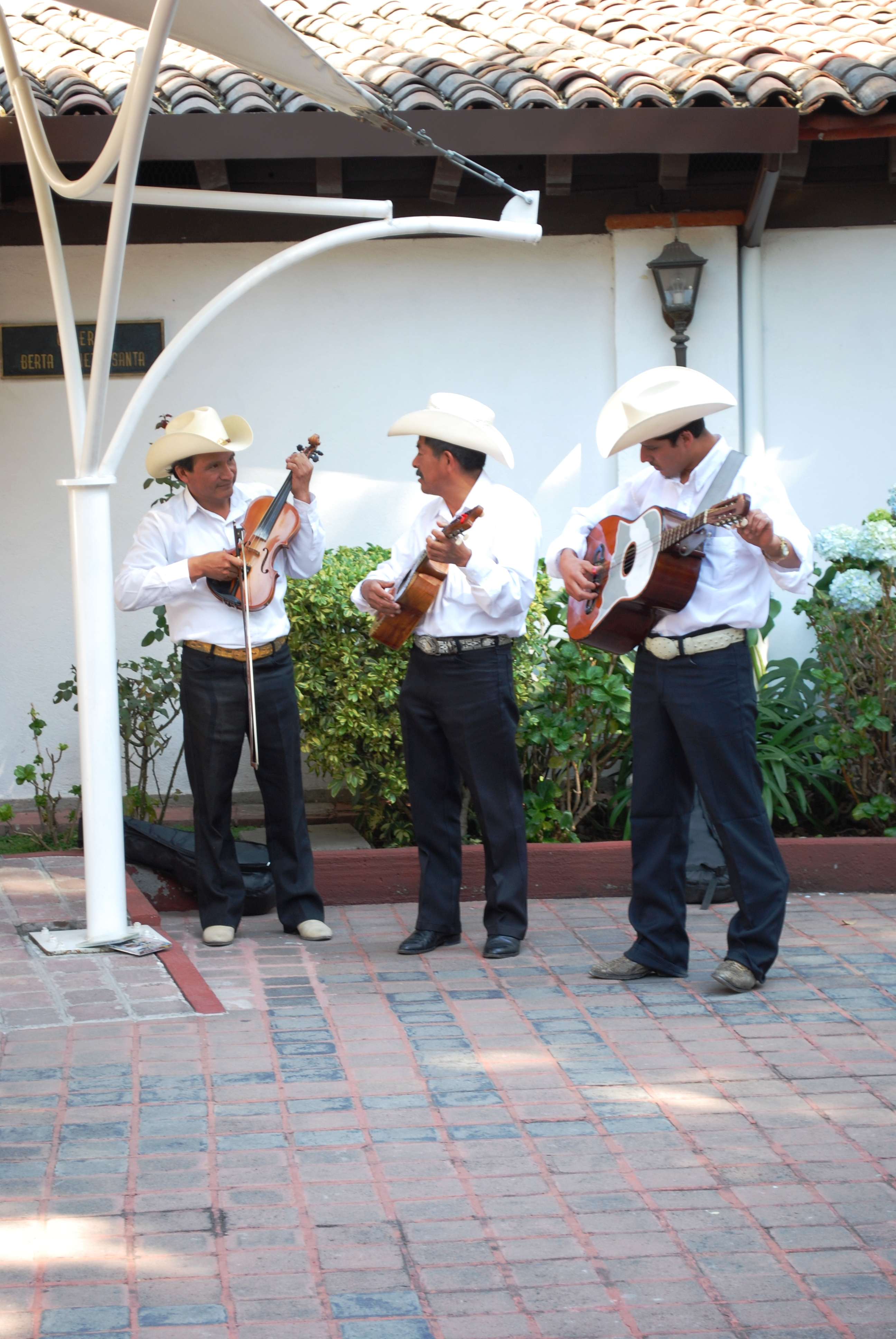
Trío Huapango de Veracruz en el Museo Nacional de Acuarela Alfredo Guati Rojo

### Huasteca Veracruzana
En el estado de Veracruz se localiza hacia el extremo norte, desde el río Cazones hasta el río Tamesí. Se subdivide en dos regiones; Huasteca Alta y Huasteca Baja. Su relieve es llano y de bajos lomeríos y su clima tropical. Está irrigada por varios ríos y lagunas entre los que destacan el río Tuxpan y la laguna de Tamiahua; la ciudad más importante de la Huasteca veracruzana es la ciudad y puerto de Tuxpan. Otras ciudades entre las más importantes son Tantoyuca, Álamo y Chicontepec.
Una de sus zonas arqueológicas más importantes es el castillo de Teayo. La Huasteca veracruzana es la más extensa en territorio, y famosa por la variedad de sus platillos, que además de los tradicionales en toda la región, como el zacahuil (un gran tamal de maíz quebrado) se complementa con pescados y mariscos típicos de la costa veracruzana, la música y los sones junto con el vestuario también son parte de ello.

### Huasteca Queretana
La Huasteca queretana está situada en la parte noreste del estado y viene a ser una prolongación de las zonas de San Joaquín, de Aguazarca. Comprende los municipios de Arroyo Seco, Jalpan de Serra, Landa de Matamoros, Pinal de Amoles y San Joaquín.

### Huasteca Hidalguense
La Huasteca hidalguense comprende los municipios siguientes: Atlapexco, Huautla, Huazalingo, Huejutla de Reyes, Jaltocán, San Felipe Orizatlán, Xochiatipan, Huehuetla, Yahualica, Tlanchinol.

### Huasteca Poblana
La Huasteca poblana se encuentra al sur de la zona limítrofe de la Huasteca, e incluye, entre otros, Huauchinango, Juan Galindo, Francisco Z. Mena, Pantepec, Venustiano Carranza, Jalpan, Tlaxco, Tlacuilotepec, Xicotepec de Juárez, Pahuatlán y Naupan. 
La región que se caracteriza por su diversidad cultural, donde se desarrollan unas seis culturas originarias, de las que cuatro son del grupo huasteca propiamente: 
Pame, 
Tenek, 
Tepehua y 
Tutunaku.
El Otomí y el Nahua también presentes en la región tienen orígenes diferentes.

### Huasteca Potosina

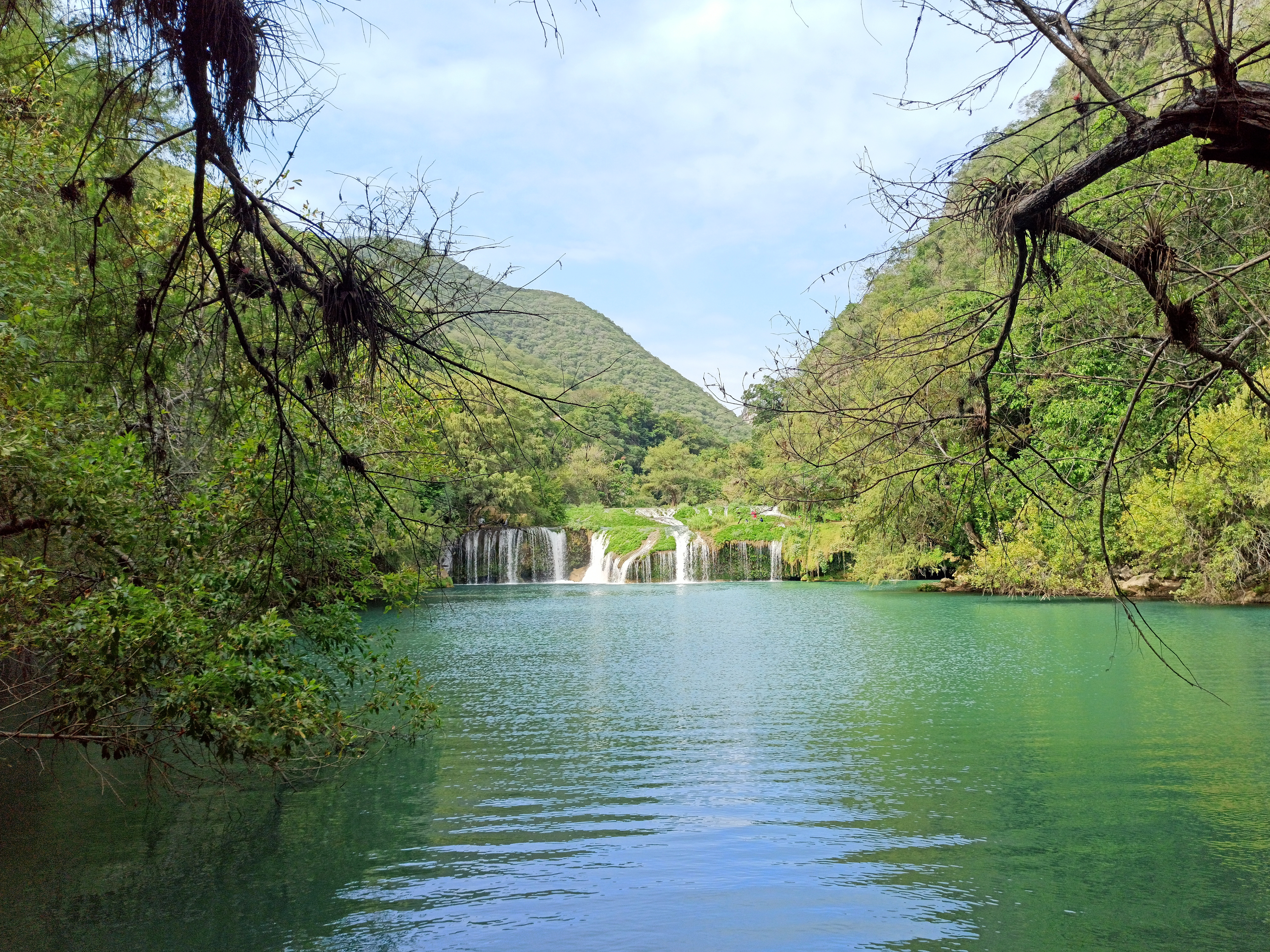
Cascadas de Micos en Ciudad Valles, la Huasteca Potosina.

La Huasteca Potosina es una de las cuatro zonas turísticas de San Luis Potosí, es la más famosa de todas las huastecas por la cantidad de visitantes que llegan cada año. Se incluyen un gran número de atractivos turísticos como, la cascada más grande del estado, Tamul (con sus 105 metros de altura), las Cascadas de Tamasopo, Pozas de Micos, la Ruta Turquesa con las Cascadas de Minas Viejas y El Meco, el Sótano de las Golondrinas, el Jardín Surrealista de Sir Edward James, etc. Desde el norte con el municipio de El Naranjo, pasando por Ciudad Valles la puerta de entrada a la huasteca hasta el sur con Xilitla    .
La geografía de la región es de un terreno quebrado porque atraviesa  la Sierra Madre Oriental, entre sierras y montañas, ríos y cascadas, valles y planicies es una zona muy productiva para la caña, productos agrícolas y ganaderos. La Huasteca Potosina tiene un clima húmedo ideal la mayor parte del año para realizar las actividades de nado, apreciación y ecoturismo.
En la región hay diferentes manifestaciones culturales como el Xantolo "la fiesta de todos los santos" que se celebra a finales de octubre y principios de noviembre principalmente en San Vicente Tancuayalab. Dentro de su gastronomía se pueden degustar platillos tradicionales como los bocoles de masa rellenos de queso y frijoles, las acamayas (camarones de río), el zacahuil el tamal más grande de México, el café de olla con piloncillo, el pan dulce, las enchiladas huastecas, etc. También hay ritmo como los sones huastecos o los huapangos como expresión musical de la región. 
La Huasteca Potosina está constituida por 20 municipios los cuales son: Aquismón pueblo mágico, Axtla de Terrazas, Ciudad Valles, Coxcatlán, Ébano, El Naranjo, Huehuetlán, Matlapa, San Antonio, San Martín Chalchicuautla, San Vicente Tancuayalab, Tamasopo, Tamazunchale, Tampacán, Tampamolón Corona, Tamuín, Tancanhuitz, Tanlajás, Tanquián de Escobedo y Xilitla pueblo mágico.

### Huasteca Tamaulipeca
La región, llamada también "costa sur", limita con el norte de Veracruz delimitada por el Río Pánuco e inicia en el norte a la altura de Soto la Marina. La Huasteca del Golfo de México, inicia desde Soto la Marina hasta Tuxpan, Veracruz.
Está constituida por los municipios de Aldama, Altamira, Antiguo Morelos, El Mante, Nuevo Morelos, Ciudad Madero, Gómez Farías, Ocampo, González y Tampico.
En esta parte de la huasteca los atractivos turísticos que puedes encontrar son los Cenotes de Aldama , El Nacimiento, las Grutas de Quintero, La cueva del Abra en El Mante, Playa Tesoro en Altamira, Playa Tampico-Ciudad Madero-Miramar y El cerro del Bernal en Gonzàlez. 

### Huasteca Guanajuatense
Se ubica al noreste del estado de Guanajuato y encuentra su núcleo principal en los municipios de Xichú, Victoria y San Luis de la Paz, este último destaca por su gran riqueza histórica y cultural y por ser la entrada a la Sierra Gorda en el estado. Otros municipios que forman parte de esta huasteca son Atarjea, Santa Catarina y Doctor Mora. En estos territorios abundan costumbres y tradiciones regionales y conviven el huapango huasteco con el huapango arribeño (el otro huapango), aunque el segundo es más característico de la zona y tocado en las tradicionales topadas.

## Historia precolombina
La región Huasteca se encuentra en el norte de Veracruz, el sur de Tamaulipas y partes de los estados de San Luis Potosí e Hidalgo. Tomando en cuenta que el máximo avance de los huastecos hacia el norte se encuentra en el Rancho La Burrita, al oriente de Matamoros, Tamaulipas, según el relato de don Joaquín Meade. En mucho menor medida comprende algunas zonas de los estados de Puebla y Querétaro.
En la época precolonial la huasteca estaba poblada por diversos grupos: huastecos, tepehuas, otomíes y totonacos, ubicados en el sur y suroeste. En el norte y noroeste se hallaban los nahuas entreverados con guachichiles, pames y diversos grupos chichimecas. La región era conocida con el nombre de Xiuhcóatl, que significa "serpiente de turquesas".
Los nahuas han sido identificados con los aztecas o mexicas, estos constituían la sociedad dominante en Mesoamérica antes y durante la llegada de los españoles. El náhuatl era reconocido como la lengua oficial en toda Mesoamérica. Después de la caída de Tula la población nahua llegó en oleadas migratorias a poblar el norte de Veracruz y el oriente de San Luis Potosí. Esta población nahua se consolidó en el centro y sur de la Huasteca a partir de la conquista mexica en el siglo XV.
Grupos importantes de huastecos fueron nahuatizados durante esta invasión. Desde entonces hasta la fecha el idioma mexicano ha sido hablado en la Huasteca. En la parte baja del Pánuco en Veracruz, los nahuas emigrantes establecieron alianzas con los huastecos para defenderse de los ejércitos mexicas. Los nahuas aztecas invadieron el territorio de los huastecos, ocupando casi todo el sur de la región, desde Tuxpan, Temapache y Tampatel hasta Aquismón (San Luis Potosí), con el propósito de rodear al señorío independiente de Meztitlán, al que no habían podido derrotar, para someterlo al gobierno de la Triple Alianza.

## Economía

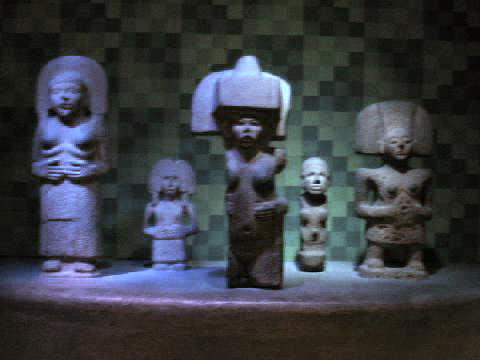
Estatuas huastecas - AMNH

Por medio de diferentes estudios arqueológicos se sabe que los primeros agricultores de esta zona fueron posiblemente de filiación otomí, que se establecieron en los márgenes del río Pánuco con una tradición cultural fechada hacia 2500 a. C. A partir, tal vez del año 1500, llegaron los huastecos a la zona.
Esta cultura fue y sigue siendo excelente alfarera. Fabricaban numerosos recipientes de arcilla cocida, los correspondientes al periodo temprano reciben el nombre de fase Pavón. Ésta agrupa recipientes con un baño de color rojo o blanco que presentan una decoración incisa y cuyas formas corresponden a ollas de cuerpos esféricos o también a ollas con cuerpos en forma de molduras o gajos que recuerdan de inmediato la forma de las calabazas.
Actualmente, la agricultura es una parte importante de la economía huasteca, cultivan maíz, sorgo, café, cebada, cacahuate, naranja, aguacate, mango, papaya, plátano, limón, guayaba, caña de azúcar y frijol. Tienen criaderos de ganado bovino, talan árboles de maderas preciosas para la venta. Acostumbran, según la zona, la piscicultura. Extraen azúcar de la caña de azúcar. Algunos pueblos huastecos fabrican aglomerados de madera y de algunas rocas hacen cemento.
En la Sierra de Tamaulipas es donde el arqueólogo Richard Mac Neish encontró en unas cuevas testimonios de la evolución en la domesticación y cultivo del maíz, lo cual parece indicar que fue en la región huasteca donde los antiguos nativos tuvieron por primera vez el maíz tal y como hoy lo conocemos.

## Características físicas
Los huastecos son de baja estatura, con piel morena, cabello negro y lacio, generalmente son fuertes y gozan de buena salud.

### Vestimenta
Entre los huastecos se acostumbran principalmente los vestidos de manta. Se distinguían de otros pueblos mesoamericanos por su costumbre por practicar la deformación craneana tabular en tres formas: erecta, oblicua y mimética; así como por la limadura de dientes. Pintaban su cabello con diferentes colores y tatuaban su cuerpo. Usaban brazaletes y adornos de plumas. Los huastecos se perforaban el septum y los lóbulos con el propósito principal de utilizar ornamentos de concha y hueso. Se sabe gracias a la información que brindan las esculturas y las figurillas que gustaban de la pintura corporal y la escarificación. Otro de sus elementos distintivos era el gusto de andar desnudos total o parcialmente. Aunque los informantes nahuas insisten en señalar la tendencia huasteca hacia la desnudez, las narraciones del siglo XVI los presentan como un pueblo que gustaba de ataviarse de forma muy variada con elegante joyería elaborada con conchas y caracoles, que se combinaban con ornamentos de oro y finas plumas. Sahagún habla también de las elegantes mujeres huastecas que se teñían el cabello de rojo o amarillo y portaban el quexquémitl.

### Idioma
El término huasteca al parecer se deriva de la palabra náhuatl huaxtecatl o cuextecatl, que fue tomado de uno de sus guías —según lo relata el fraile Sahagún—, puesto que éste se llamaba Cuextécatl; también le decían Pantalán o Ponotlan. Los idiomas más comúnmente hablados por los huastecos son el huasteco o tének, el mexicano de la Huasteca y el español. La primera de ellas es clasificada como una lengua mayense, familia de la que se separó hace varios miles de años. En su propia lengua, los huastecos se daban el nombre de tének, que probablemente sea una contracción de té "aquí" e inik "hombre", significando "hombres de aquí".
Según algunos lingüistas, hace varios miles de años se conformó el tronco lingüístico protomaya, del cual derivarían todas las lenguas mayas y el huasteco. Algunos consideran que quienes se establecieron primero en su actual hábitat fueron los huastecos, seguidos por los mayas, y que el puente de unión entre ambos fue destruido por los nahuas algunos siglos más tarde por su gran influencia lingüística y cultural, así como también por quienes poblaron la costa veracruzana: los totonacos.

## Manifestaciones culturales

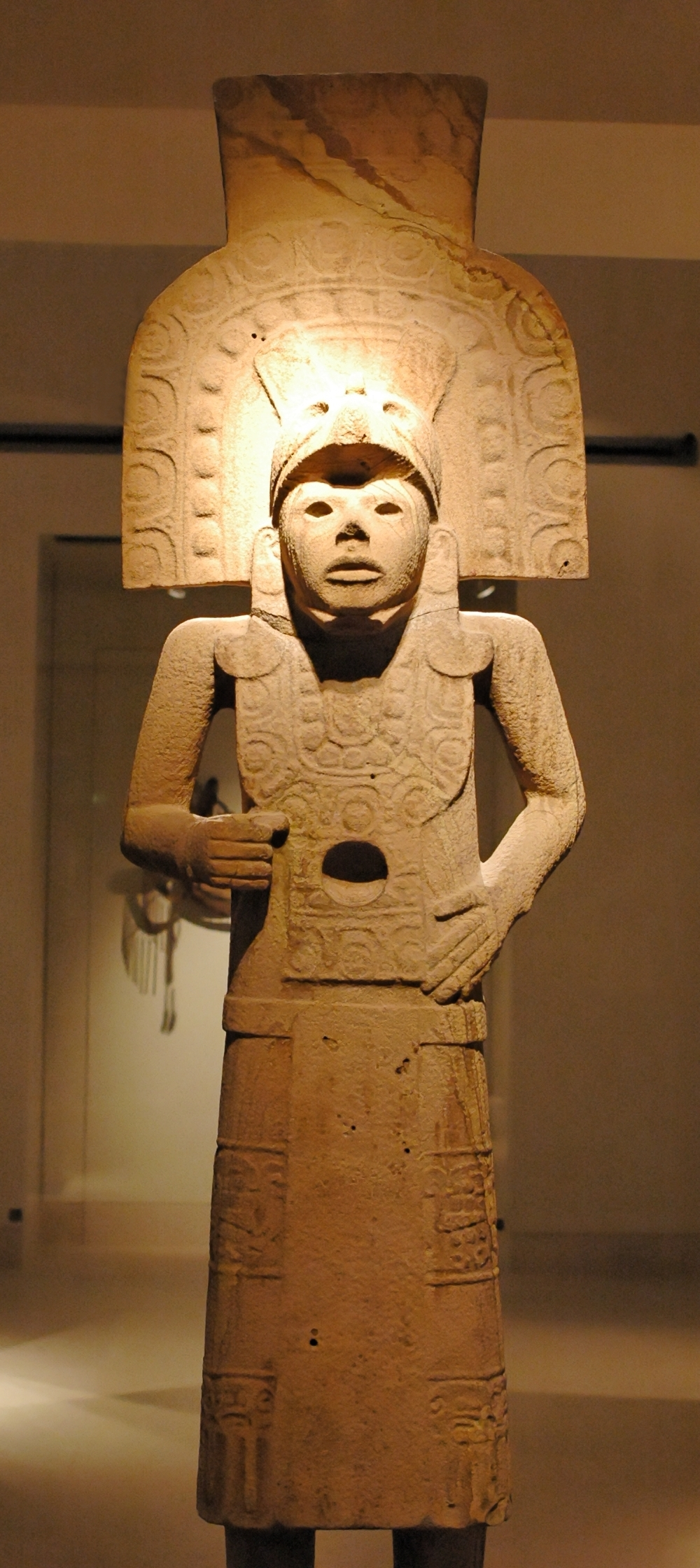
Estatua Huasteca en el Museo de Antropología de Xalapa.

### Arte huasteco
La pintura huasteca generalmente se conoce gracias a la cerámica que elaboraron. Son también muy buenos artistas trabajando la cerámica, sobre todo en los que están involucrados dibujos café oscuro sobre fondo color crema, las ollas y demás vasijas muestran diseños sintéticos, abstractos delineados en negro o rojo sobre el barro. Fueron así mismo grandes escultores e importantes tejedores de algodón. El significado de los adornos que utilizan es generalmente simbólico.
Sus esculturas fueron notables y entre ellas destaca el adolescente huasteco, diversos frisos, estelas y yugos. Su arte pictórico se ve reflejado en algunos códices y el mural de Taquín en San Luis Potosí.

### Huapango huasteco o son huasteco

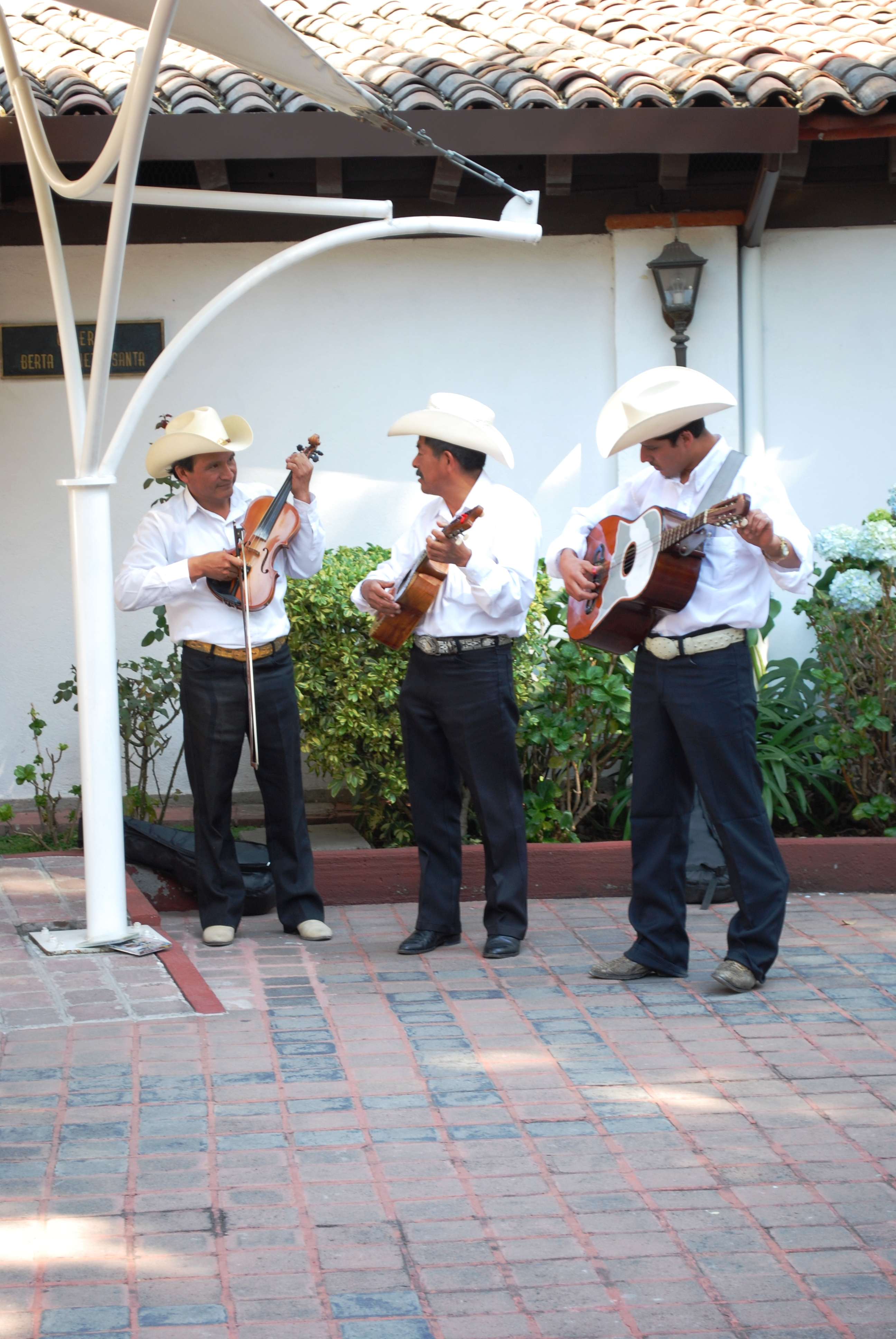
Un trío de son huasteco

El huapango o son huasteco es un género musical mexicano producto del mestizaje, basado en compás ternario, interpretado en diversas formas. La palabra huapango parece ser derivada del vocablo náhuatl cuauhpanco, de cuahuitl, leño de madera o árbol, pan y co, ambos sufijos locativos que hacen de la primera palabra un locativo. Es decir, podría significar "sobre el tablado" o "sobre la tarima".
Compara ritmos españoles con canciones conocidas en México, diferenciándose en cuanto a su estructura lírica y musical, junto a la jarana huasteca, que es una guitarra de tamaño pequeño y cinco cuerdas que se utiliza para llevar el ritmo y en la forma de las fiestas en las cuales se tocan los otros tipos de huapango. Existen tres variantes principales: el huapango típico o son huasteco, interpretado por el trío huasteco; el huapango norteño, interpretado por conjunto norteño y el huapango de mariachi.

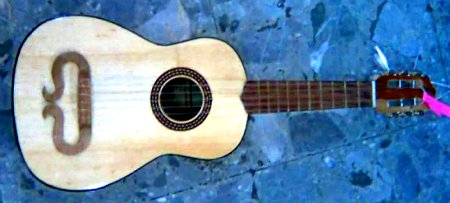
Una jarana huasteca

En un principio existía la diferenciación entre los términos huapango huasteco y son huasteco: se denominaba huapangos a las canciones con letra fija, y sones huastecos las piezas para trovar, para echar versos. Se toca en las regiones de Veracruz, San Luis Potosí, Hidalgo, Tamaulipas, Puebla, Guanajuato y Querétaro. 
El conjunto tradicional de huapangueros (es decir, de quienes se dedican a interpretar el son huapango) se llama trío huasteco, y está formado por un ejecutante de quinta huapanguera (una guitarra de cinco u ocho cuerdas y cajón de resonancia mayor que el de la guitarra normal), otro de jarana huasteca (un cordófono de cinco cuerdas, distinto de la jarana jarocha) (estos dos instrumentos llevan el ritmo y la armonía de la pieza) y un ejecutante de violín, que pauta la melodía. El canto del huapango se ejecuta generalmente a dos voces, y en ocasiones los cantores se turnan los versos de una copla. En este caso, las formas comunes son que la primera voz cante los primeros dos versos y la segunda los repita, o bien, le conteste con otros dos versos. Mientras los cantores hacen los versos, el violín guarda silencio y el zapateado es menos impetuoso.
Desde años remotos el huapango ha sido objeto de la reivindicación cultural de los nativos de la Huasteca: las estaciones indigenistas de radio recopilan las ejecuciones de los grupos indígenas de la región; se celebra anualmente un encuentro de huapangueros en alguna de las localidades de la Huasteca (el primero fue en Querétaro), siendo el más importante el que se realiza año con año en San Joaquín, municipio del mismo estado, considerado por el Consejo Nacional para la Cultura y las Artes (Conaculta), el evento más importante de esta categoría, sólo después de la Guelaguetza.
De hecho, algunos tríos han creado fama comercial por producir material y realizar giras internacionales para promocionar el género, como son los casos del Trío Armonía Huasteca de Frumencio Olguín, Trío Tamazunchale y los Reales de Colima, sin dejar de mencionar al trío "Camperos de Valles" quienes cuentan con un disco grabado en Inglaterra. En algunas poblaciones del estado de Hidalgo como Nicolás Flores, el huapango es la música principal con que se amenizan los bailes populares. En Nicolás Flores se realiza en febrero de cada año un Concurso de Baile de Huapango para aficionados, y es el evento central de sus fiestas anuales en esa misma fecha. El Concurso Nacional de Baile de Huapango tiene lugar el primer fin de semana de abril en el municipio de San Joaquín (Querétaro).
El huapango, por ser un ritmo muy falsado (es decir, que en cada 3/4 de compás se marca el falsete) nos indica que su raíz es el flamenco, con ese particular cante jondo, puesto que su herencia en el marcado del ritmo es abundante, aunque en el caso de la melodía, formada por una escala en Do mayor, hace que el acorde marcado sea armónico al sonido producido por la jarana y que se una al ritmo marcado por la quinta huapanguera.

#### Algunos representantes del huapango
- Elpidio Ramírez "El viejo": gran violinista veracruzano que fue clave en la popularización del huapango. Algunas de sus obras más importantes son: "El bejuquito" (que registró como obra suya, aunque se dice que es de dominio popular), "El caimán", "La azucena", "La leva", "La petenera", "El gusto", "La guasanga", "La Cecilia", "La rosa", "El cielito lindo huasteco", "Pahuatlám" y "Fandanguito".[14]

- Nicandro Castillo: oriundo de Xochiatipan, Hidalgo, cantante y guitarrista muy reconocido por figuras como Elpidio Ramírez. Sus obras más representativas son: "El hidalguense", "Los tres huastecos", "El cantador", "La calandria", "Sueño", "El alegre", "El huasteco", "Fiesta huasteca", "El framboyán", "El cuervo", "El cuerudo", "Huejutla", "Mezquititlán", "Molango", "Amanecer huasteco" y "Los arrieros".

- Adelfo Hernández: originario de Atecoxco, municipio de Tianguistengo, Hidalgo, fue fundador e integrante del grupo huasteco Los Rogacianos, con quienes se presentó en múltiples foros nacionales y extranjeros, programas de radio y de televisión; además fue compositor, y algunas de sus obras son: "Alma huasteca", "Que me entierren con huapangos", "El necio, "Calla y vete", "Soy hidalguense", "Volví a caer", "El bandido", "Enséñame a querer", "Nada de nada", "El bailarín" y otras, grabadas por artistas diversos: Vicente Fernández, Los Tres Huastecos, La Sonora Santanera, María de Lourdes, Miguel Aceves Mejía y por casi todos los tríos huastecos.

### Religión
Las prácticas religiosas huastecas giran en torno de la planta del maíz, así como sus condiciones de reproducción y de los trabajos que se requieren para cultivarla. El maíz es según sus creencias el principio rector, el eje de ordenamiento de la historia, de la cosmogonía y de la vida cotidiana. Sin el maíz, "an ithith", no se concibe la historia, la fiesta ni la vida.
En las creencias huastecas, la humanidad está hecha de maíz, por lo que exigen respeto a su alma, al "Ipak", personaje que concentra historia, vida y atributos y en consecuencia del grupo mismo.

### Fiestas
Durante las fiestas patronales se acostumbra a llevar a cabo numerosas danzas. Una de ellas es malitzin o matlachines, que se interpreta por varias parejas. Es religiosa, agradeciendo los beneficios recibidos, la realizan los serranos huastecos fieles a sus tradiciones y costumbres. Está dedicada a Pulic Paylomlamb, el sol y Pulic Mimbab, la tierra. Veneran también al sol, al fuego, a la lluvia, al viento y la muerte. Además, reconocían diversas deidades por lo general femeninas, consagrándolas a la fecundidad; "Ix Cuinan", era las más extendida y popular, que agradó después a los mexicas del centro de México, quienes también le rindieron culto bajo el nombre de "Tlazolteotl".

## Ciudad de Tamohi o Tamtoc
La ciudad de Tamohi, ciudad prehispánica antigua, es también conocida como: Tamtoc, Tamuín, Aserradero o con el nombre de "El Consuelo", el rancho de donde se ubica, en el municipio de Tamuín, San Luis Potosí. Tamohi significa "lugar donde hace remolino el agua" en lengua huasteca. En esta ciudad destacan edificios de proporciones monumentales, los mayores del México prehispánico. Actualmente la vegetación natural se mantiene corta de manera que es posible apreciar desde gran distancia sus edificios, los cuales superan en tamaño al resto de los de la costa del Golfo de México y se ubican entre los 10 más grandes del México prehispánico. En tiempos modernos se tiene conocimiento de su existencia desde 1880, pero excavada parcialmente en 1960, Tamtoc fue comparada con la monumentalidad de Teotihuacán.
Con una extensión de cerca de 210 hectáreas, se puede asegurar que Tamohi fue uno de los centros urbanos huastecos más importantes del último periodo prehispánico por sus dimensiones y características. Tuvo un breve desarrollo durante dos o tres siglos antes de que los españoles llegaran, hasta su repentino abandono en el siglo XVI. Se localiza en la ribera del lado derecho del río Tampaón, parte del sistema hidráulico del río Pánuco.
Esta ciudad floreció independiente de las otras culturas mesoamericanas, fue la ciudad más importante del noreste de México. La mayor parte de la ciudad fue construida exclusivamente con tierra. El centro urbano estaba a salvo de las inundaciones que afectaban la comarca. Posee un complejo trazado urbano ya que sus construcciones se encuentran tanto sobre prominencias naturales como sobre grandes plataformas que sirven de basamento a varios conjuntos con funciones cívicas, religiosas y habitacionales. La distribución de Tamohi estaba en función de grandes plataformas multifuncionales muy elevadas ya que las periódicas inundaciones limitaban los lugares en los que se podía construir. Las casas de la gente común se encuentran en las partes altas cercanas a las plataformas y sobre lomas vecinas, ahí también se construyeron pequeñas terrazas que albergaban habitaciones y huertos.
El comercio fluvial adquirió una enorme trascendencia gracias a encontrarse a la orilla del río. La ciudad llegó a contar con varios atracaderos ya que, desde el río, tanto los mercaderes, los visitantes y los mismos pobladores ascendían por medio de rampas y bancales a espacios sucesivamente más restringidos. Sitios que lo mismo funcionaban como mercado como para realizar reuniones religiosas e incluso de carácter político y administrativo. En ciertos días en las plazas se efectuaban ritos públicos o se congregaba a los moradores locales y vecinos para eventos cívicos, en otras plazas se practicaba el trueque de mercancías locales por otras que provenían de lejanos lugares.

### Proyecto Arqueológico Tamtoc

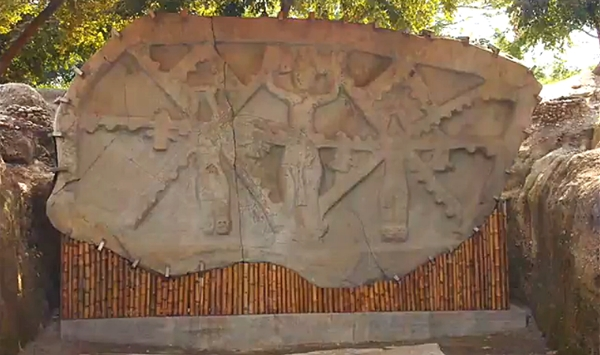
Monumento 32, Calendario lunar, Tamuin, San Luis Potosí.

En el municipio de Tamuín, en el estado de San Luis Potosí, se encuentra la zona arqueológica llamada Tamtoc donde el Instituto Nacional de Antropología e Historia (INAH) lleva a cabo un proyecto que tiene como propósito principal su rescate y descubrir a fondo todo lo concerniente a la cultura Huasteca. Esta zona arqueológica está ubicada dentro de la ciudad de Tamohi, y forma parte de los centros ceremoniales huastecos.
Entre los descubrimientos importantes en este proyecto está el Monumento 32, nombre técnico provisional con el que se dio a conocer en noviembre de 2006. Es un calendario lunar monumental, más grande y antiguo que el conocido como Piedra del Sol o "Calendario Azteca". Su antigüedad exacta aún no está establecida, se estima que fue elaborado entre 1150 y 700 a. C. aparentemente por los Olmecas, cultura que se desconocía se hubiese establecido en esta zona en un tiempo tan temprano. El calendario es un monolito de piedra arenisca polimineral, tiene ocho metros de largo y cuatro de altura, tiene un espesor de 50 cm. y un peso superior a las 30 toneladas. Fue encontrado de forma accidental en febrero de 2005 mientras se trabajaba en la restauración del canal hidráulico que ya durante una época anterior a los españoles, conducía agua desde un manantial a una laguna artificial creada dentro de la ciudad y fue hasta noviembre de 2006 cuando se logró extraer.
El equipo de arqueólogos ha sido comandado por la arqueóloga Estela Martínez. El monolito está ya considerado de importancia similar a la del calendario azteca (piedra del sol) y a la del monolito de Tláloc. La importancia de este descubrimiento aún no se puede establecer en su totalidad, necesita un minucioso estudio. Entre lo que se deja entrever está el hecho de que, habiéndose considerado hasta hace poco tiempo a la cultura huasteca como una cultura secundaria, podría no ser así, y que en lugar que los constructores del Tajín hubiesen fundado las ciudades y cultura huasteca, ésta fuese la cultura fundadora y constructora del Tajín.